# Berg (Uddevalla)
Berg is een plaats in de gemeente Uddevalla in het landschap Bohuslän en de provincie Västra Götalands län in Zweden. De plaats heeft 74 inwoners (2005) en een oppervlakte van 8 hectare. De plaats wordt omringd door zowel landbouwgrond als bos.